# Cantón de Mondoubleau
El cantón de Mondoubleau era una división administrativa francesa, que estaba situada en el departamento de Loir y Cher y la región de Centro-Valle de Loira.

## Composición
El cantón estaba formado por catorce comunas:
- Arville
- Baillou
- Beauchêne
- Choue
- Cormenon
- Le Plessis-Dorin
- Le Temple
- Mondoubleau
- Oigny
- Saint-Agil
- Saint-Avit
- Saint-Marc-du-Cor
- Sargé-sur-Braye
- Souday

## Supresión del cantón de Mondoubleau
En aplicación del Decreto n.º 2014-213 de 21 de febrero de 2014, el cantón de Mondoubleau fue suprimido el 22 de marzo de 2015 y sus 14 comunas pasaron a formar parte del nuevo cantón de Le Perche.